# Bannewitz
Bannewitz è un comune di 11 142 abitanti della Sassonia, in Germania.
Appartiene al circondario della Svizzera Sassone-Monti Metalliferi Orientali.

## Amministrazione

### Gemellaggi
Bannewitz è gemellata con:
- Bräunlingen, dal 1990
- Dubí, dal 2011